# Дорога, дорога домой
«Дороги, дороги домой» (англ. The Way, Way Back) — трагикомедия, созданная Натом Факсоном и Джимом Рашем и ставшая их режиссёрским дебютом. В фильме снимались Лиам Джеймс, Сэм Рокуэлл, Стив Карелл, Тони Коллетт, Эллисон Дженни, Аннасофия Робб и другие. По системе рейтингов MPAA фильм получил оценку «PG-13» (до 13 лет обязательно сопровождение родителя или взрослого).
Премьера состоялась 21 января 2013 года на 29-м кинофестивале «Сандэнс».

## Сюжет
У 14-летнего Дункана очень напряжённые отношения со своим отчимом Трентом. Трент недолюбливает парня и при любом удобном случае пытается морально унизить его. Дункан не предпринимает никаких попыток прекратить издевки, считая, что такие действия могут негативно отразиться на его отношениях с матерью Пэм. Но всё меняется после поездки на летних каникулах в приморский городок, где у Трента есть летний домик. Там Дункан заводит знакомство с соседской девочкой по имени Сьюзен, которая переживает трудный период в жизни — совсем недавно развелись её родители, и она, как и Дункан, очень скучает по своему отцу. Её мать, которая любит выпить стакан-другой, совершенно не заботят проблемы дочери, поэтому Сьюзен начинает замыкаться в себе, но приезд Дункана будит в ней интерес.
Дункану становится скучно целыми днями сидеть на пляже и он решает исследовать город. Достав из гаража старый детский «велосипед-принцессы», он отправляется в путь. Первой его остановкой становится кофейня, где он знакомится с парнем по имени Оуэн, который никак не может пройти первый уровень игры «Pac-Man». Дункан советует ему использовать схемы ходов для победы, но тот отказывается, говоря: «Так весь вкус игры пропадает, каждый может выучить схему». На следующий день Дункан едет в местный аквапарк, где снова встречает Оуэна, который, как оказалось, работает там спасателем. Они с Дунканом быстро находят общий язык, и вскоре Оуэн предлагает ему работу в аквапарке, на что Дункан с удовольствием соглашается. Оуэн, в свою очередь, влюблен в молодую кассиршу Кейтлин, и всякий раз заигрывает с ней, но та не отвечает взаимностью, что немного расстраивает парня.
Сьюзен заметила, что Дункан каждый день куда-то уезжает, но при попытке спросить его об этом она не получила ясного ответа, поэтому решила проследить за ним. Слежка привела её в аквапарк, где она узнала, куда на самом деле пропадает главный герой. Подкараулив Дункана у бассейна, Сью заводит с ним разговор, в котором узнает о всех неприятностях с его отчимом, и что эта работа помогает ему отвлечься от постоянных унижений со стороны последнего. После беседы Дункан осознает, что питает чувства к Сьюзен и вечером того же дня, гуляя с ней по пляжу, он понимает, что девушка тоже к нему неравнодушна.
Как-то раз, возвращаясь домой после пляжной вечеринки, Дункан заметил Трента, целующегося с соседкой возле гаража. Из разговора последних становится ясно, что эта пара в прошлом имела романтические отношения и что девушка не против возобновить их. Дункан, не терпя предательства по отношению к своей матери, всё ей рассказывает, но она, как оказалось, уже давно подозревала Трента в измене, но никак не могла поговорить об этом. Дункан говорит, что больше не может жить среди обмана и хочет переехать к отцу, но узнает, что тот отказался от него. На эмоциях парень убегает из дома. Сьюзен, наблюдавшая за происходящим, последовала за ним. Встретив Дункана на пляже, Сью попыталась утешить его. Слово за слово, и вот уже Дункан пытается поцеловать девушку, но та, видимо, не была готова к такому повороту событий и отстранилась от парня, сказав, что ещё слишком рано.
Придя домой, расстроенный Дункан видит, что его мать собирает вещи. Она говорит, что отдых закончился и им пора ехать домой. Сьюзен выходит попрощаться и, наконец, целует Дункана, сказав, что она была просто удивлена, и поэтому избежала поцелуя ранее. На выезде из города Трент заехал на заправку. В это время Дункан выпрыгивает из фургона и бежит в аквапарк, где прощается с Оуэном и Кейтлин, которые, наконец, смогли наладить свои отношения, а также выполняет несколько трюков на водных горках. Вернувшись в машину, его мать перелезает к нему на заднее сидение, они обнимаются и уезжают.

## В ролях
| Актёр          | Роль        |
| -------------- | ----------- |
| Лиам Джеймс    | Дункан      |
| Сэм Рокуэлл    | Оуэн        |
| Стив Карелл    | Трент Рэмси |
| Тони Коллетт   | Пэм         |
| Эллисон Дженни | Бэтти       |
| Аннасофия Робб | Сюзанна     |
| Майя Рудольф   | Кейтлин     |
| Роб Кордри     | Кип         |

| Актёр            | Роль       |
| ---------------- | ---------- |
| Аманда Пит       | Джоан      |
| Джим Раш         | Льюис      |
| Нат Факсон       | Родди      |
| Роберт Капрон    | Кайл       |
| Ривер Александр  | Питер      |
| Ава Делюка-Вирли | Кэти       |
| Зои Левин        | Стеф Рэмси |
| Девон Верден     | Лора       |

## Релиз и кассовые сборы
Премьера состоялась 21 января 2013 года на 29-м кинофестивале «Сандэнс». «Дорога, дорога домой» стал одним из самых финансово-успешных фильмов фестиваля, опередив известных номинантов «Оскара» прошлого года. Фильм был выпущен 5 июля 2013 года в 19 кинотеатрах, где превзошёл все кассовые ожидания — за первый уикенд он собрал $ 552 788, это примерно $ 29 094 с каждого театра. 15 июля 2013 года фильм добавили ещё в 60 театров, где он собрал $ 1 110 000. Проект собрал $ 26 474 920, превысив свой бюджет в $ 5 млн более чем в пять раз.

## Отзывы и рейтинг
Фильм получил в основном положительные отзывы зрителей. Рейтинг фильма на сайте «Rotten Tomatoes» составляет 83 %, а среди наиболее авторитетных критиков — 87 %. «Metacritic» присваивает фильму средневзвешенный рейтинг 68 из 100, базирующийся на отзывах 40 профессиональных критиков. Картина вошла в ряд списков 10 лучших фильмов 2013 года, в том числе по версиям изданий Los Angeles Times и Boston Herald.
Инку Кэнг из «The Village Voice» охарактеризовала фильм как «летнее угощение для широкой аудитории, предсказуемое в своей сладости, но всё же приятное». Дэвид Гриттен из газеты «The Daily Telegraph» высоко оценил актёрскую игру Дженни и Рокуэлла, отметив, что, несмотря на наплыв подобных фильмов о взрослении в 2013 году, в фильме «чувствуется тепло, веселье и даже свежесть». Бетси Шарки из «Los Angeles Times» оценила необычные диалоги и игру актёров, назвав фильм «остроумным, трогательным, обнадёживающим, сентиментальным, проникновенным и понятным каждому».

## Саундтрек
| №   | Название                           | Автор(ы)                      | Длительность |
| --- | ---------------------------------- | ----------------------------- | ------------ |
| 1.  | «For The Time Being»               | Edie Brickell/The Gaddabouts  | 3:28         |
| 2.  | «Kyrie»                            | Mr. Mister                    | 4:25         |
| 3.  | «Out The Door»                     | Ben Kweller                   | 3:43         |
| 4.  | «Come and See»                     | Young Galaxy                  | 3:59         |
| 5.  | «Running Wild»                     | Army Navy                     | 3:22         |
| 6.  | «Young Blood»                      | UFO                           | 3:05         |
| 7.  | «Shine»                            | Wild Belle                    | 4:41         |
| 8.  | «New Sensation»                    | INXS                          | 3:40         |
| 9.  | «Sneaking Sally Through the Alley» | Robert Palmer                 | 4:24         |
| 10. | «Young at Heart»                   | Rondo Brothers/Tim Myers      | 3:39         |
| 11. | «Recess»                           | Eli "Paperboy" Reed           | 3:21         |
| 12. | «Power Hungry Animals»             | The Apache Relay              | 2:52         |
| 13. | «Alone»                            | Trampled by Turtles           | 4:28         |
| 14. | «Go Where the Love Is»             | Edie Brickell/ The Gaddabouts | 4:51         |
| 15. | «The Way Way Back»                 | Rob Simonsen                  | 3:06         |

## Награды
Список приведён в соответствии с данными IMDb.
| Награды и номинации                                  | Награды и номинации                                               | Награды и номинации | Награды и номинации |
| Награда                                              | Категория                                                         | Номинант            | Результат           |
| ---------------------------------------------------- | ----------------------------------------------------------------- | ------------------- | ------------------- |
| Премия «Critics Choice Award»                        | «Best Young Actor/Actress»                                        | Лиам Джеймс         | Номинация           |
| Премия «Critics Choice Award»                        | «Best Comedy»                                                     |                     | Номинация           |
| Премия «Critics Choice Award»                        | «Best Actor in a Comedy»                                          | Сэм Рокуэлл         | Номинация           |
| Newport Beach Film Festival                          | «Feature Film»                                                    |                     | Победа              |
| Newport Beach Film Festival                          | «US Feature»                                                      |                     | Победа              |
| Премия «Chlotrudis Awards»                           | «Best Supporting Actress»                                         | Эллисон Дженни      | Номинация           |
| Премия «Chlotrudis Awards»                           | «Best Supporting Actor»                                           | Сэм Рокуэлл         | Номинация           |
| Премия «Chlotrudis Awards»                           | «Best Performance by an Ensemble Cast»                            |                     | Номинация           |
| Hamburg Film Festival                                | «Art Cinema Award»                                                | Нат Факсон          | Номинация           |
| Hamburg Film Festival                                | «Art Cinema Award»                                                | Джим Раш            | Номинация           |
| Премия «Online Film Critics Society»                 | «Best Supporting Actor»                                           | Сэм Рокуэлл         | Номинация           |
| Премия «Phoenix Film Critics Society»                | «Best Actor in a Supporting Role»                                 | Сэм Рокуэлл         | Номинация           |
| Премия «Phoenix Film Critics Society»                | «Best Ensemble Acting»                                            |                     | Номинация           |
| Премия «Phoenix Film Critics Society»                | «Breakthrough Performance on Camera»                              | Лиам Джеймс         | Номинация           |
| Премия «Phoenix Film Critics Society»                | «Best Performance by a Youth in a Lead or Supporting Role — Male» | Лиам Джеймс         | Номинация           |
| Премия «San Diego Film Critics Society»              | «Best Supporting Actor»                                           | Сэм Рокуэлл         | Номинация           |
| Премия «San Diego Film Critics Society»              | «Best Ensemble Performance»                                       |                     | Номинация           |
| Премия «Washington DC Area Film Critics Association» | «Best Acting Ensemble»                                            |                     | Номинация           |
| Премия «Washington DC Area Film Critics Association» | «Best Youth Performance»                                          | Лиам Джеймс         | Номинация           |
| Премия «World Soundtrack»                            | «Discovery of the Year»                                           | Роб Симонсен        | Номинация           |
| Премия «Young Hollywood»                             | «Breakthrough Performance — Male»                                 | Лиам Джеймс         | Победа              |